# Tara Whitten
Tara Alice Whitten (nascida em 13 de julho de 1980) é uma ciclista canadense que compete em provas de pista. Ela representou o Canadá nos Jogos Olímpicos de Verão de 2012 em Londres, conquistando uma medalha de bronze na prova de perseguição por equipes. Também competiu na prova de omnium e terminou em quarto lugar.